# Aplicación móvil
Una aplicación móvil (en ocasiones, también aplicación telefónica) es una aplicación informática diseñada para ser ejecutada en teléfonos inteligentes, tabletas y otros dispositivos móviles. Este tipo de aplicaciones permiten al usuario efectuar un variado conjunto de tareas —profesional, de ocio, educativas, de acceso a servicios, etcétera—, facilitando las gestiones o actividades a desarrollar.
Por lo general, se encuentran disponibles a través de ciertas plataformas de distribución, o por intermedio de las compañías propietarias de los sistemas operativos móviles tales como Android, iOS, BlackBerry OS, Windows Phone, entre otros. Existen aplicaciones móviles gratuitas y otras de pago, donde en promedio el 20 a 30 % del costo de la aplicación se destina al distribuidor y el resto es para el desarrollador. El término app se volvió popular rápidamente, tanto que en 2010 fue listada por la American Dialect Society como la palabra del año.
Al ser aplicaciones residentes en los dispositivos están escritas en algún lenguaje de programación compilado, y su funcionamiento y recursos se encaminan a aportar una serie de ventajas tales como:
- Un acceso más rápido y sencillo a la información necesaria sin necesidad de los datos de autenticación en cada acceso.
- Un almacenamiento de datos personales que, a prioridad, es de una manera segura.
- Una gran versatilidad en cuanto a su utilización o aplicación práctica.
- La atribución de funcionalidades específicas.
- Mejorar la capacidad de conectividad y disponibilidad de servicios y productos (usuario-usuario, usuario-proveedor de servicios, etc.).

Un sistema operativo es un programa o conjunto de programas informáticos que gestiona el hardware de un dispositivo y administra el servicio de aplicaciones informáticas (Windows, iOS, Android, etc.).
Las aplicaciones web son herramientas alojadas en un servidor, a las que los usuarios pueden acceder desde Internet (o Intranet) mediante un navegador web genérico o específico, dependiendo del lenguaje de programación (moodle).
Un servicio de alojamiento informático o web permite a organizaciones e individuos subir, alojar, gestionar o almacenar contenido en servidores físicos o virtuales. Por ejemplo: Dropbox sería una aplicación de software destinada a ser un servicio de alojamiento de archivos multiplataforma en la nube, a la cual se puede acceder a través una interfaz web o de una app.
En los últimos años, los servicios de informática distribuida han permitido que las organizaciones, incluidas las educativas, puedan gestionar sus procesos, actividad y aplicaciones informáticas a través de empresas que ofrecen comercialmente software como servicio (SaaS) alojado en un centro de datos o en servicios en la nube, y grandes redes de ordenadores pueden formar una "malla" que representa una potencia considerable (Google, Amazon, Microsoft).

## Origen de las aplicaciones móviles
Investigando sobre sus orígenes, no existe un criterio único aceptado por la comunidad tecnológica sobre el origen de las aplicaciones como tal. Sin embargo, se pueden situar en las primeras aplicaciones de videojuegos, de tonos de llamada, calendario y agenda implementados en los teléfonos celulares o móviles de segunda generación de los años 90. Eran los denominados teléfonos básicos de pantallas reducidas, la mayoría de ellas no táctiles.
El popular Tetris fue el primer juego instalado en el año 1994 en un teléfono móvil de manufactura danesa, el Hagenuk mt-2000. Tres años más tarde, Nokia lanzó el juego de mayor aceptación hasta el momento el Snake cuyo desarrollo se basa en Arcade Blockade. Este juego y sus variantes fue preinstalado en más de 350 millones de dispositivos móviles de la marca finlandesa. El modelo 6110 fue el primer videojuego que permitía el uso compartido de dos jugadores utilizando el puerto infrarrojo. A día de hoy (2017) aún perdura una variante del mismo, Arrow, desarrollado por la empresa francesa Ketchapp.

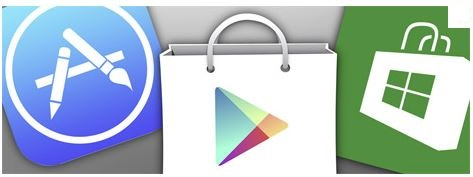
Las tres tiendas de aplicaciones: App Store, Google Play y Microsoft Store.

Hacía el año 2000, la irrupción tecnológica del WAP (protocolo de aplicaciones inalámbricas) permitió una mayor capacidad para la descarga de juegos distribuidos por los operadores de telefonía con un volumen de negocio era marginal comparado con las videoconsolas de quinta y sexta generación coetáneas. Pero el verdadero auge de las aplicaciones se produjo a partir del año 2008 con el lanzamiento del App Store de Apple, la publicación del primer SDK para Android y la posterior pero casi inmediata inauguración del Android Market, renombrado en marzo de 2012 como Google Play, tras su fusión con Google Music, en un nuevo planteamiento estratégico en la distribución digital de Google.

## Aplicaciones web

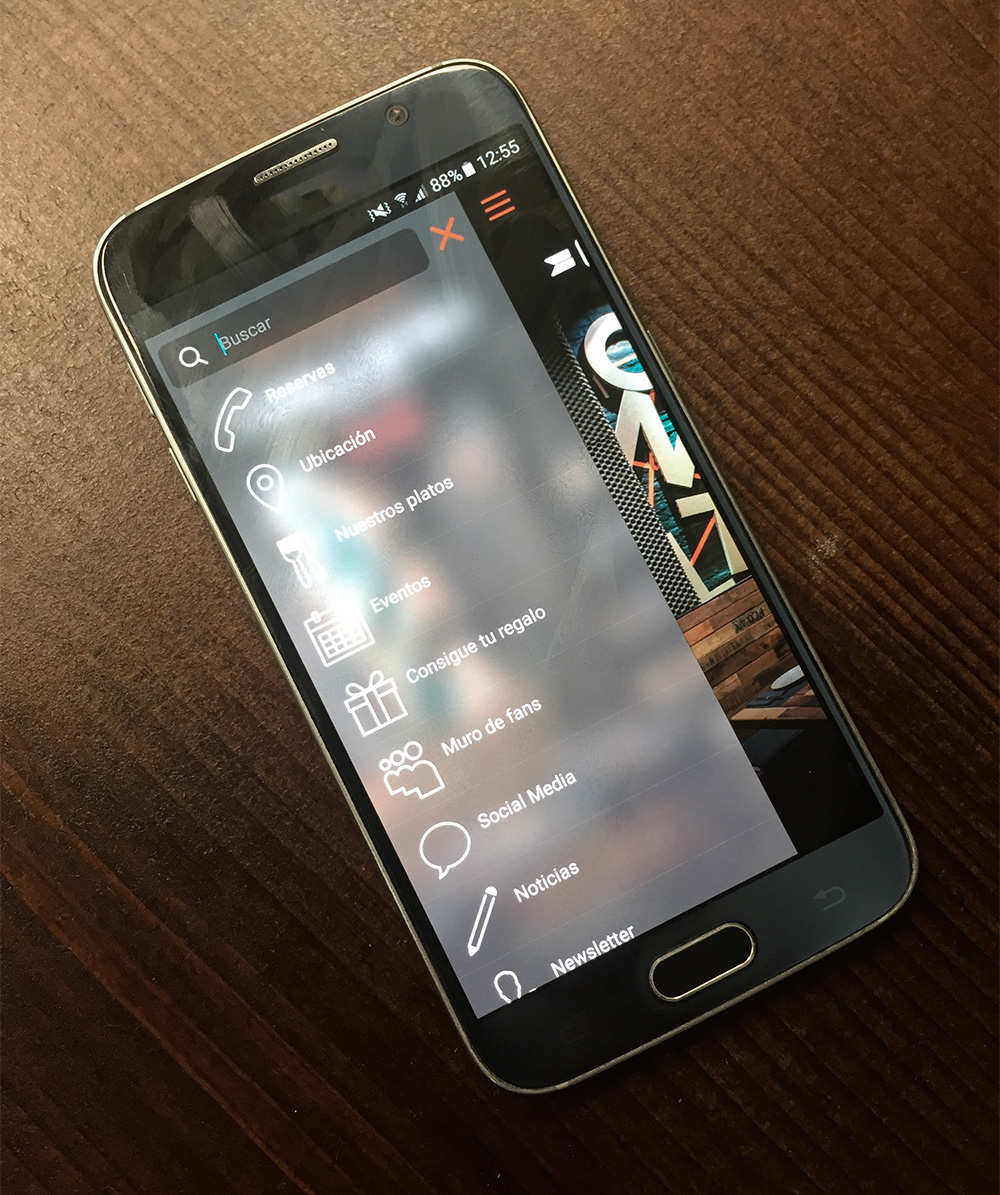
Web-app

A partir del año 2010 la concepción y arquitectura tecnológica de los dispositivos móviles (teléfonos inteligentes y tabletas) ha modificado de forma radical el modo de acceder y navegar por Internet. La utilización de un PC es incompatible con el concepto del binomio movilidad-navegación. La información está al alcance de la mano mientras se viaja en el metro o en el bus. En consecuencia, los desarrolladores Web han modificados sus códigos de programación para que la configuración de sus páginas se adapte a los diferentes dispositivos tecnológicos.
Una web app no es más que una versión de página web optimizada y adaptable a cualquier dispositivo móvil independientemente del sistema operativo que utilice. Esta optimización es posible gracias al lenguaje HTML5, combinado con hojas de estilo CSS3, que permiten dicha adaptabilidad denominado diseño web adaptable. Se adaptan a al tamaño de la pantalla según sea necesario, distribuyendo los bloques de texto, gráficos o tablas de forma diferente cuando se navega desde un teléfono inteligente, una tableta o un ordenador. Es lo que CUELLO y VITTONE, ejemplifican como “diseño líquido” que toma la forma del contenedor.
Ventajas de las aplicaciones web:
- No ocupa espacio de memoria en los dispositivos, puesto que no necesitas instalarlas (no es una app).
- No requiere actualizaciones ya que al ser una página web siempre se accede a la última versión.
- Menor consumo de recursos del dispositivo y mejor rendimiento del mismo al no ser una aplicación nativa.
- El proyecto de implementación de una aplicación web es más económico que el de una aplicación.
- Inmediatez de acceso, ya que las aplicaciones web no necesitan ser descargadas, instaladas ni configuradas.[7]
- Puedes acceder a ellas desde cualquier computadora.
- No necesitas un sistema operativo específico.[8]
- Si quieres conocer algunas ventajas más de una app son las siguientes

Inconvenientes de las aplicaciones web:
- No permite la promoción y distribución a través de los markets.
- Requiere de conexión a Internet.
- Menor usabilidad al no poder aprovecharse de los recursos del propio dispositivo (geolocalización, notificaciones push, etc.).
- Carece de un icono de lanzamiento específico.
- Muchos servicios dan un espacio de almacenamiento para tus recursos muy limitado.[8]

## Diseño y desarrollo de una app

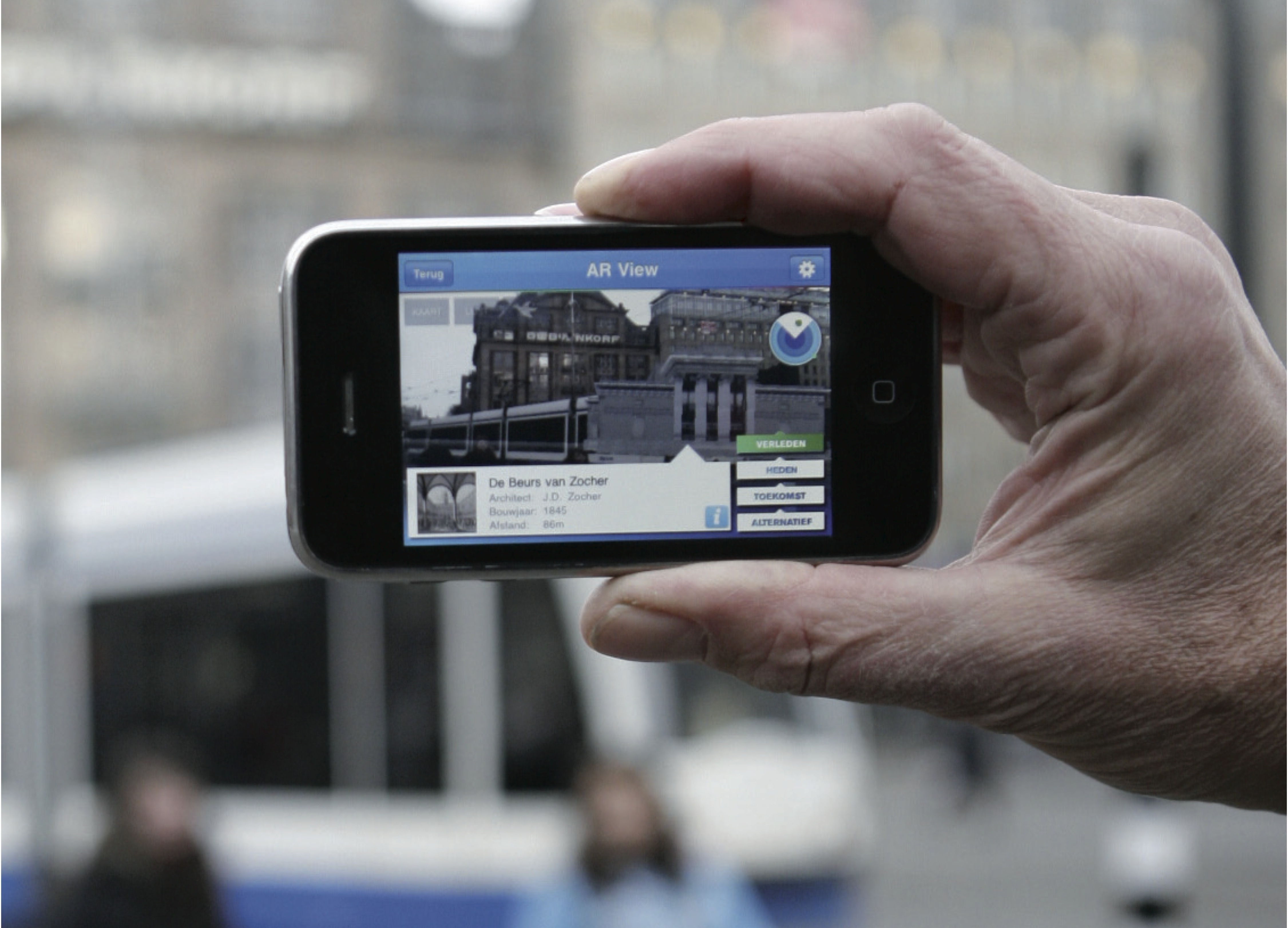
Con la ayuda de aplicaciones de arquitectura de Realidad Aumentada, pueden mostrarse capas de información digital.

El desarrollo de aplicaciones para dispositivos móviles requiere tener en cuenta las limitaciones de estos dispositivos. Los dispositivos móviles funcionan con batería y las principales características que se deben considerar son: gran variedad de tamaños de pantalla, datos específicos de software y hardware como también distintas configuraciones. El desarrollo de aplicaciones móviles requiere el uso de entorno de desarrollo integrados.
Las aplicaciones móviles pueden aprovechar mucho más el contexto en el que se ejecutarán, sobre todo si se comparan con las aplicaciones tradicionales. Ello se debe a diferentes factores, entre los que se encuentran las capacidades actuales en hardware de los dispositivos, o la capacidad de acceder a la información del usuario a la que el propio dispositivo tiene acceso. Los dispositivos actuales aportan mucha información sobre el entorno del usuario. Por ejemplo, aportan información sobre la posición geográfica del mismo, lo cual permite desarrollar aplicaciones basadas en la localización, conocidas como (LBS o servicios basados en localización), un ejemplo de tales aplicaciones es el Waze. Así mismo, existen otras informaciones (como por ejemplo, orientación, presión, luz, etc.). La posibilidad de grabar imágenes, vídeos, y audio también aportan información sobre el entorno del contexto del usuario (por ejemplo, aplicaciones que reaccionan al habla o las de realidad aumentada).
Las aplicaciones móviles suelen ser probadas, en primer lugar, usando emuladores, y más tarde se ponen en el mercado en periodo de prueba. Actualmente, un gran número de empresas se dedica a la creación profesional de aplicaciones. Aun así, han surgido páginas web como Mobincube o King of App, donde un usuario común puede crear aplicaciones de manera gratuita y sin conocimiento de programación; y plataformas como GooApps, que te ayuda a encontrar desarrolladores y hacer de guía para crear tu app móvil.
El proceso de diseño y desarrollo de una aplicación, según CUELLO y VITTONE, se puede estructurar en cinco etapas secuenciadas en los siguientes apartados:

### Conceptualización
La aplicación parte de una idea que permita cubrir una necesidad o facilitar una actividad en el mundo real de un determinado sector de población en función de sus necesidades y problemas. La idea debe responder a las exceptivas factibles y concretas, lo que implica la necesidad de realizar un análisis prospectivo de la viabilidad del concepto que se quiere crear.

### Definición
Determinada la posibilidad de acometer el proyecto, diseñador/es y desarrollador/es proceden a definir las funcionalidades de la aplicación en consonancia con el perfil de los usuarios y las especificaciones técnicas, con objeto establecer, los parámetros de acceso al hardware del dispositivo, si va a ser una aplicación específica para cada tienda (nativa) o híbrida,… El dimensionado de todo ello permitirá determinar el alcance del proyecto, su duración, coste económico y complejidad del diseño y programación de la aplicación.

### Diseño
En esta etapa se materializan los aspectos de la etapa anterior (especificaciones, funcionalidades, etc.). Para ello se realiza, en primer lugar, un diseño esquemático sin gráficos (“wireframe”) que será testeado por un grupo usuarios. Superada esta prueba inicial el diseño definitivo será entregado al desarrollador en archivos y pantallas separadas para que añada el código de programación. Los sistemas operativos permiten interactuar con el usuario presentando en la pantalla los elementos necesarios para ello de forma distinta, lo cual debe tenerse en consideración por parte de los diseñadores de acuerdo con las siguientes premisas:
a. Interacción y patrones.
```
   * Experiencia del usuario: basadas en la simplicidad, sus conocimientos y costumbres, y el modo de navegación intuitiva.
   * Interacción y formas de sostener el móvil.
   * Orientación del terminal.
   * Patrones de interacción: navegación, acciones, cuadros de diálogo, notificaciones y gestos.
```

b. Diseño visual:
```
   * Estilo de la interfaz.
[
12
]

   * Interfaces nativas o personalizadas.
   * Identidad visual.
   * Pantalla inicial e iconos.
   * Retícula de maquetado.
   * Color y detalles visuales
   * Tipografía, lenguaje y ortografía.
   * Animación de la App
```

Estas actividades habitualmente se documentan en un esquema de flujo de navegación de la aplicación. En función del tipo de desarrollo y del tipo de diseño (específico o híbrido), se definen los parámetros basados en los Human Interface Guidelines de la aplicación, desde que se accede a la aplicación, al contenido, a la navegación, el acceso a botones, menús y cajas o diálogos, etc.
El diseño de la aplicación va a influir de manera significativa tanto en el coste económico de la misma como en su desarrollo. Existen cuatro grandes perfiles de diseño:
```
a. Diseño multiplataforma (genéricas): suele ser suficiente una programación basada en HTML5 y algún componente específico para cada tipo de dispositivo (p. ej. una ventana emergente nativa). Suele ser la solución más rentable económicamente pero la que dispone de funcionalidades más limitadas a determinados requerimientos.
```

```
b. 
Apps
 híbridas (nativas de diseño y navegación compartida): los diseños de flujos, navegación y gráficos comparten un porcentaje elevado de elementos en común lo que permite reducir tiempos y costes pero resulta indispensable seguir la normativa, con la menor desviación posible, tanto de Apple, como de Google, Windows y Blackberry, para no romper la experiencia y navegabilidad intuitiva de los usuarios de cada plataforma.
```

```
c. Diseño de aplicaciones nativas específicas para cada plataforma: requiere diseñar tantas veces como plataformas a programar. No obstante, algunos elementos son comunes y reutilizables, pero implica un mayor coste de diseño y desarrollo, si bien es el más óptimo y el que más aprovecha las funcionalidades de aplicaciones y dispositivos.
```

```
d. Diseño para iPad/tabletas, basado en dos técnicas:
    * Adaptación por 
padding
: en las hojas de estilo CSS3 para HTML y HTML5, el atributo 
padding
 es el que crea un espacio por dentro de la caja a la que se aplica sin que se toque o supere su borde, con objeto de adaptarse a la superficie de visualización. No tiene apenas coste de diseño pues se puede construir en su mayoría por programación.
    * Diseño específico: es lo ideal para, pero dependerá mucho de los requisitos de la app. Implica rediseñar cada pantalla para obtener el rendimiento de las tabletas. Lógicamente tiene un coste de diseño específico.
```

Finalizada esta etapa es conveniente realizar diversos test con usuarios y dispositivos con el objetivo de conocer el comportamiento de la aplicación y mejorar aspectos de usabilidad.

### Desarrollo
El programador, en función del tipo de aplicación diseñada se encarga de dar vida a los diseños y crear la estructura sobre la cual se apoyará el funcionamiento de la aplicación, creando el código funcional mediante un lenguaje de programación. Existen varios lenguajes de programación entre los que destacan:
- Para Android: inicialmente Java, también Visual Basic y Basic4Android que es un desarrollo posterior especialmente indicado para desarrolladores de Android.
- Para iOS: Objective-C, Python y, últimamente, Swift que es un novedoso lenguaje mucho más veloz y versátil que los citados anteriormente.
- Para Windows se utiliza primordialmente Visual Basic.
- Para Blackberry fundamentalmente Java.

Finalizada la programación de la versión inicial, generalmente denominada versión beta, gran parte del tiempo se emplea en la corrección de errores en la aplicación como fase previa para su aprobación en las tiendas.
En 2014 llegó una herramienta para Androides o iOS sin programar, CreaTusApps. Dejó de ser necesario usar entornos de programación para realizar aplicaciones móviles.

### Publicación
Una aplicación se publica tras un período de pruebas, su correcto y estable funcionamiento, sin errores de usabilidad y diseño, y cumpliendo las políticas y requerimientos de las tiendas. Durante toda la vida útil de la aplicación, es necesario un seguimiento analítico, estadístico y de comentarios de usuarios. El fin es evaluar el comportamiento y funcionalidad de la app, detectar y corregir errores, y realizar mejoras o actualizaciones.

## Tipos de aplicaciones

### App de realidad aumentada
Existen diversas aplicaciones que trabajan desde la realidad aumentada:
1. JigSpace
2. Chromeville Science
3. Cyberchase 3D Builder
4. Traductor de Google
5. Explora el Mundo
6. FETCH! Lunch Rush
7. AR Anatomía 4D+
8. Start Chart
9. Quiver
10. Aug That.

### App de realidad virtual
Estas aplicaciones ofrecen distintos entretenimientos desde la realidad virtual:
1. Labster.
2. Virtual Squad Training System.
3. Lookiar.
4. YouTube VR. Developer: Google LLC.
5. Netflix VR. Developer: Netflix, Inc.

### App de realidad mixta
Estas aplicaciones ofrecen grandes avances como aplicaciones corporativas de realidad mixta:
1. HoloMusic XP.
2. Project Anywhere X.

### App nativa e híbrida
La aplicación nativa es aquella que se desarrolla de forma específica para un determinado sistema operativo: Android, iOS o Windows Phone.
Por otro lado, las aplicación híbrida, se desarrolla usando HTML5, CSS Y JavaScript, desplegadas dentro de un contenedor nativo como Phonegap/Cordova el cual brinda acceso a las capacidades del dispositivo de una forma totalmente neutral respecto al sistema operativo. 
El enfoque híbrido combina desarrollo nativo con tecnología web, donde los desarrolladores escriben gran parte del código de la aplicación en tecnologías web y a través de un proceso de compilación se puede ejecutar para múltiples plataformas.
Las razones principales de porque las aplicaciones móviles híbridas han cobrado mayor desarrollo se resumen a continuación:
- Desarrollo sencillo y económico para las organizaciones.

- El código puede ser reutilizado para ser ejecutado en cualquier plataforma de sistema operativo de los fabricantes de Smartphone.

- No se requiere de complejos procedimientos para la publicación en las tiendas de aplicaciones móviles.[16]

## Aplicaciones móviles y su usabilidad
La usabilidad es considerada uno de los principales factores que indican la calidad de un producto de software, es por tanto fundamental, la necesidad de elaborar metodologías para medir este factor de las aplicaciones. Los métodos de análisis que actualmente se utilizan, métodos clásicos, fueron desarrollados para aplicaciones de escritorio.
Debido al incesante crecimiento del uso de los dispositivos móviles, en especial los Teléfonos inteligentes, medir la usabilidad se ha convertido en un tema de investigación, pues los métodos clásicos no pueden ser aplicados de una forma directa a estos dispositivos.
La usabilidad de las aplicaciones móviles parece ser el problema más importante ya que ayuda a las aplicaciones móviles a ser fáciles de usar, aumenta la productividad, reduce el costo, la curva de aprendizaje y mejora la satisfacción del usuario.
Desde el punto de vista de la Ingeniería del Software una de las principales características que tiene que tener una aplicación para ser exitosa entre los usuarios es la calidad, pero para poder medir esa calidad, se necesita saber qué es lo que hay que medir. Se hace por tanto muy necesario contar con metodologías y herramientas que permitan realizar estudios de calidad y usabilidad específicos para aplicaciones móviles.
Medir la usabilidad es un proceso difícil y presenta una serie de desafíos que se deben afrontar durante el proceso de medición o testeo. Estos aspectos afectan a la percepción de usabilidad del usuario, de un dispositivo frente a otro, sobre una misma aplicación móvil.
Estos desafíos son los siguientes:
- Conectividad: Poseer una rápida conexión a internet es fundamental ya que garantiza un rápido acceso a los contenidos. El factor de una baja conexión influye mucho en el testeo de la usabilidad.
- Tamaño: pequeño de las pantallas es también uno de los factores que afectan sobre manera a la usabilidad de un aplicación móvil, y debe ser tomado muy en cuenta en la medición.
- Capacidad limitada de procesamiento: Este es uno de los factores que más afectan a la percepción de usabilidad, pues un dispositivo con limitada capacidad resultará en una sensación de lentitud.
- Diferentes resoluciones de pantalla. Otro factor que afecta a la percepción de la usabilidad, es la calidad de la información multimedia presentada en la pantalla.
- Métodos de introducción de datos: los métodos que se utilizan para la inserción de datos en los dispositivos móviles son distintos a los que se utilizan en equipos portátiles u ordenadores personales, para los cuales se necesita un nivel de competencia. Propiedades de diseño como botones pequeños y etiquetas, sumadas a características como la portabilidad, limitan la eficacia y eficiencia del usuario al momento de ingresar información, reduce la velocidad de entrada y aumenta errores.
- Contexto móvil: al hacer uso de aplicaciones móviles, el usuario, además de encontrarse en movimiento, también puede interactuar con otras personas, objetos y elementos del entorno que pueden distraer su atención.

Existen también otro factor que afecta en gran medida a la usabilidad de las aplicaciones móviles, y es el factor humano. El usuario es un componente fundamental a la hora de medir la usabilidad, y principalmente son dos los factores más importantes a valorar en el usuario: por una parte la experiencia en el uso de dispositivos móviles, y por otra la demografía, donde se encuadran la edad, cultura, conocimientos, país, entre otros. 

## Diferencias entre UX y UI
La Experiencia del Usuario (User Experience, UX) se refiere a cómo se siente y cómo interactúa un usuario con una aplicación móvil. Implica la usabilidad, accesibilidad y satisfacción general del usuario al utilizar la aplicación. El Diseño de Interfaz (User Interface Design, UI) se concentra en la apariencia visual y la interacción de los elementos en la pantalla de la aplicación, incluyendo botones, íconos, tipografía y diseño general. Una buena UX y UI son esenciales para crear aplicaciones móviles que sean intuitivas, atractivas y competentes en su uso.
En una aplicación desarrollada para Android, los tamaños son:
| Tipo de pantalla                                | Densidad de pixeles | Resolución |
| ----------------------------------------------- | ------------------- | ---------- |
| Pantalla pequeña (small)                        | mdpi                | 1x         |
| Pantalla normal (normal)                        | hdpi                | 1.5x       |
| Pantalla grande (large)                         | xhdpi               | 2x         |
| Pantalla extra grande (extra large)             | xxhdpi              | 3x         |
| Pantalla extra extra grande (extra extra large) | xxxhdpi             | 4x         |

Por otra parte, el desarrollo de apps para IOS (específicamente para iPhone) requiere de otros tamaños y resoluciones, si bien es cierto que las actualizaciones del sistema operativo suelen ser menores en cantidad, en cuanto al diseño cambian considerablemente ya que por lo general estos cambios vienen acompañados por el lanzamiento de la nueva versión del dispositivo. Con modelos anteriores trabajamos con un factor de escala de @2x sin embargo la llegada del iPhone X tiene variaciones importantes en la resolución de los elementos. Tenemos que considerar los 3 diferentes tipos de pantallas que ofrecen estos móviles para una buena práctica de diseño.
| Teléfono | Resolución de pantalla | Sistema operativo | Tipo de pantalla | Factor de escala |
| -------- | ---------------------- | ----------------- | ---------------- | ---------------- |
| iPhone 4 | 640 x 960              | iOS               | Regular          | @1x              |
| iPhone 6 | 750 x 1334             | iOS 8             | Retina           | @2x              |
| iPhone X | 2046 x 1125            | iOS 11            | Oled             | @3x              |

Ejemplo: Utilizaremos un círculo, el mismo elemento para cada tipo de pantalla aplicando los diferentes factores de escala por lo cual, las medidas en px serán:
- Pantalla regular: 10 x 10 px
- Pantalla retina: 20 x 20 px
- Pantalla oled: 30 x 30 px

## Clasificación de las aplicaciones
Las aplicaciones se pueden clasificar atendiendo a diversos criterios, entre ellos:
a. Por sus efectos psicosociales o psicopedagógicos:
- Aplicaciones capacitadoras: aquellas que permiten o incitan a buscar posibilidades nuevas o fomentar la creatividad.
- Aplicaciones de dependencia: aquellas que impiden, limiten o determinen nuestros actos, capacidad de elección, creatividad, etc.

b. Por el tipo de contenido que ofrecen al usuario:
- De entretenimiento: donde se encuadran mayoritariamente las apps de juegos.
- De relación social: dirigidas a la comunicación interpersonal
- De producción o utilitarias: proporcionan instrumentos para la resolución de tareas específicas que requieren inmediatez y rapidez para solucionar problemas, en especial en el sector empresarial y comercial.
- Educativas o informativas: diseñadas y desarrolladas como transmisoras de la información y el conocimiento donde se prioriza el acceso a los contenidos y a las herramientas de búsqueda mediante una interfaz de navegación lo más sencillo y fácil posible.
- Creativas: ofrecen herramientas que potencien la creatividad literaria, musical (y sonora), fotográfica o video-gráfica.
- Publicitarias: con fines comerciales la gran mayoría son de distribución gratuita.

c. Por las condiciones de distribución: Pueden clasificarse como gratuitas, de pago y freemium, las cuales permiten su descarga inicial gratuita para un uso limitado y básico, posibilitando posteriormente el acceso a funcionalidades más avanzadas previo pago.
d. Por la edad de destino de los usuarios del contenido: El App Store establece una clasificación del contenido por tramos de edades de “4+, 9+, 12+ y 17+”, que limita el acceso a la descarga de dicha aplicación.
e. Por el tipo de diseño y desarrollo: Como ya se ha especificado en apartados anteriores su diseño y desarrollo permite diferenciar entre aplicaciones.
- Genéricas: prácticamente todo el diseño y programación de lenguaje es compatible con la mayoría de los dispositivos.
- Híbridas: determinados componentes de la programación son comunes para todos los teléfonos inteligentes y otro porcentaje es específico, dependiendo del sistema operativo.[22]
- Nativas: su programación en su totalidad es específica para cada Market de distribución.[22]

## Distribución

### Tiendas de aplicaciones
Existen diferentes tipos de tiendas para descargar aplicaciones, estas pueden ser creadas por el mismo sistema operativo o por independientes. Las tiendas organizan las aplicaciones y cada una tiene normas diferentes de retribución y publicación. Para la distribución de aplicaciones móviles existen diferentes plataformas distribuidoras:

#### Google Play

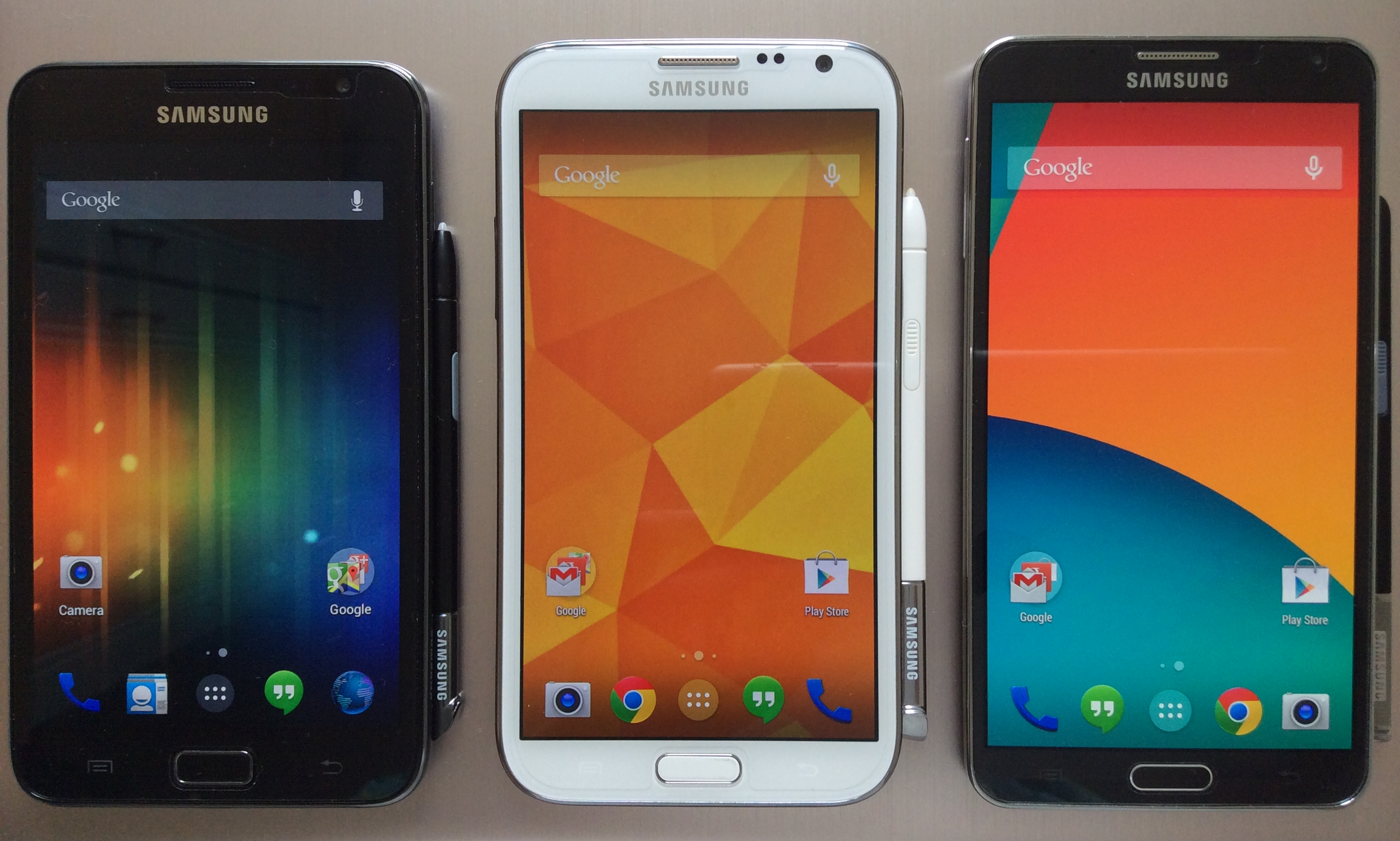
Google Android.

Google Play (anteriormente Android Market) es una plataforma de distribución de software en línea desarrollado por Google Inc. para dispositivos con sistema operativo Android. Fue lanzado en octubre de 2008. Hasta octubre de 2012, Google Play contaba con más de 700 000 aplicaciones. En la plataforma se encuentran disponibles tanto aplicaciones gratuitas como de pago.

#### App Store
La App Store fue el primer servicio de distribución de aplicaciones, siendo lanzada el 10 de julio de 2008. En 2016, el CEO de Apple, Tim Cook, anunció que existen 2.000.000 aplicaciones disponibles para dispositivos con iOS.
Desde su creación en 2008, más de un millón de aplicaciones estuvieron disponibles en el App Store. Numerosas empresas utilizan este canal para distribuir las aplicaciones colaborativas, de gestión y de productividad a los usuarios externos e internos.
Apple transformó el mercado de las aplicaciones para dispositivos móviles, estrenándose con un pequeño catálogo de solamente 500 aplicaciones y logrando en cuatro días 10 millones de aplicaciones descargadas.
En julio de 2012, Apple creó App Store Volume purchasing for business. Disponible únicamente en EE. UU., este programa permite a las empresas comprar aplicaciones en grandes cantidades con el fin de distribuirlas a sus colaboradores a través de códigos promocionales. Es posible también integrar en esta tienda "business to business", aplicaciones desarrolladas por terceros y que no son publicadas en el App Store clásico.

#### Microsoft Store
La Microsoft Store es la plataforma de distribución de Microsoft para los dispositivos que cuentan con el sistema operativo móvil Windows Phone. Fue lanzado en octubre de 2010. Para octubre de 2012, contaba con 120 000 aplicaciones disponibles. En mayo de 2013 Microsoft anunció que ya contaba con 145 000 aplicaciones en Windows Phone Store.

#### BlackBerry World
Las aplicaciones para los dispositivos BlackBerry se encuentran disponibles mediante descarga a través del servicio BlackBerry World (antes BlackBerry App World). Fue lanzada el 1 de abril de 2009. En julio de 2011 se reportaron tres millones de descargas al día.[cita requerida]

#### Amazon Appstore
La Amazon Appstore es una aplicación móvil de distribución de software disponible para los dispositivos con sistema operativo Android. Fue lanzada en marzo de 2011, contando con 3 800 aplicaciones.

#### AppGallery Huawei
AppGallery es la plataforma de Huawei de distribución de aplicaciones oficiales de Android. Puede usar AppGallery en sus dispositivos Huawei y Honor para buscar, descargar, gestionar y compartir aplicaciones móviles. AppGallery tiene todo tipo de aplicaciones útiles y divertidas.

#### F-Droid
F-Droid es un repositorio de aplicaciones para Android que incluye únicamente software libre y de código abierto. Fue fundado en 2010 por Ciaran Gultnieks.

### Webs especializadas
Además de las tiendas y mercados de apps, también se han distribuido aplicaciones Android a través de páginas web especializadas como APKMirror, Malavida, Uptodown, Ingeniería Pixel o Softonic. Sitios desde los que se puede descargar directamente a teléfonos y tabletas Android.

## Publicación en markets
Hoy en día son dos los principales markets para la distribución de aplicaciones móviles, por un lado esta Apple con App Store y sus dispositivos iOS y Google con Google Play y sus móviles Android. Al igual que en el tema de la interfaz y su diseño, cada tienda tiene sus propios parámetros para aprobar la solicitud de publicación.
Una vez que se cuentan con los elementos necesarios de funcionamiento y diseño es necesario enviar la app al market en cuestión para ser objeto de un análisis por parte del equipo técnico. Esto tiene como finalidad el ofrecer aplicaciones funcionales que aporten beneficio al usuario, por lo que el tiempo estimado para la revisión es de: iOS: 2 días / Android: 1 día

## Uso de aplicaciones en educación
En el aprendizaje móvil o mobile learning, los estudiantes pueden explorar los contenidos de aprendizaje basados, en el orden, momento y lugar que más les interese, sin estar sujetos a las restricciones de los horarios de clase y el aula, siempre y cuando dispongan del dispositivo digital adecuado. Ofrece la ventaja de que cualquier lugar puede convertirse en un escenario de aprendizaje, y el diseño de la actividad puede ubicarse en el entorno simulado o real más propicio para desarrollarla.
Este aprendizaje es una metodología de enseñanza y aprendizaje valiéndose del uso de los teléfonos móviles u otros dispositivos móviles, como son las agendas electrónicas y las tabletas o tablets, entre otros, con conectividad a Internet. Surge en la década de los 80, cuando Xerox Palo Alto Research Center (PARC) propuso el Dynabook (una computadora del tamaño de un libro, portátil, con red inalámbrica y pantalla plana), en la década de los 90 siguió desarrollándose en universidades de Europa y Asia, donde se evaluaron las posibilidades de la educación móvil para estudiantes.
Sus características generales son:
- el alumnado tiene total flexibilidad.

- se puede acceder a diversas actividades cuyo soporte sea internet

- se puede acceder desde cualquier espacio y tiempo.

El futuro de las aplicaciones móviles está destinado a experimentar transformaciones emocionantes. Con los avances en tecnologías como la realidad aumentada, la inteligencia artificial y la conectividad 5G, el panorama está listo para ofrecer experiencias móviles más inmersivas y receptivas. Se espera que la personalización, la integración sin problemas y las medidas de seguridad mejoradas ocupen un lugar central. El desarrollo multiplataforma y las soluciones de bajo código probablemente optimizarán el proceso de creación de aplicaciones, asegurando una implementación más rápida y rentable. A medida que los dispositivos móviles evolucionan, el futuro de las aplicaciones móviles promete innovación, eficiencia y una integración perfecta en nuestra vida cotidiana.